# John Child
John Child (Toronto, 4 mei 1967) is een voormalig Canadees beachvolleyballer. Met Mark Heese nam hij deel aan drie opeenvolgende Olympische Spelen en won hij in 1996 de bronzen medaille.

## Carrière

### 1991 tot en met 1999
Child debuteerde in 1991 met Eddie Drakich in Cattolica in de FIVB World Tour en speelde met Franki Blassi een wedstrijd in de Amerikaanse AVP Tour. Hij vormde vervolgens tot en met 1994 een team met Drakich. Ze namen in totaal aan negen FIVB-toernooien deel met een vierde plaats in Miami als beste resultaat en aan twee toernooien in de Amerikaanse competitie. Van 1995 tot aan het eind van zijn sportieve carrière speelde Child samen met Mark Heese. Het eerste jaar deden ze mee aan zestien internationale toernooien waarbij ze dertien toptienklasseringen behaalden; in Oostende, La Baule en Kaapstad eindigde het duo als derde. In 1996 boekten ze in aanloop naar de Olympische Spelen in Atlanta de overwinning in Berlijn en een derde plek in Rio de Janeiro. In Atlanta bereikten Child en Heese de halve finale die ze verloren van de latere Amerikaanse kampioenen Karch Kiraly en Kent Steffes. In de troostfinale versloegen ze daarna de Portugezen Miguel Maia en João Brenha waardoor ze de bronzen medaille wonnen. Na afloop speelden ze acht wedstrijden in de World Tour met twee tweede plaatsen (Espinho en Tenerife) als resultaat.
Het daaropvolgende seizoen was het tweetal actief op acht reguliere toernooien. Ze eindigden vijfmaal in de top tien en in Esphino met een derde plaats tevens op het podium. Daarnaast namen Child en Heese in Los Angeles deel aan de eerste officiële wereldkampioenschappen, waar ze in de achtste finale werden uitgeschakeld door het Braziliaanse duo Zé Marco en Emanuel Rego. In 1998 deden ze mee aan tien toernooien in de World Tour en behaalden ze acht toptienklasseringen. In Alanya eindigde het duo als tweede en in Oostende als derde. Bij de Goodwill Games in New York eindigden ze daarnaast als zesde. Het jaar daarop nam het duo deel aan twaalf FIVB-toernooien. Ze behaalden onder meer een vierde plaats (Berlijn) en twee vijfde plaatsen (Mar del Plata en Stavanger). Bij de WK in Marseille verloren Child en Heese in de derde ronde van de Amerikanen Kiraly en Adam Johnson en in de vierde herkansingsronde werden ze definitief uitgeschakeld door het Australische duo Julien Prosser en Lee Zahner.

### 2000 tot en met 2006
In 2000 speelde het tweetal in aanloop naar de Olympische Spelen in Sydney twaalf internationale wedstrijden. Ze behaalden een tweede plaats in Toronto, een derde plaats in Lignano en een vierde plaats in Espinho. In Sydney bereikten Child en Heese de kwartfinale die ze verloren van de Brazilianen Zé Marco en Ricardo Santos, waardoor ze als vijfde eindigden. Het seizoen daarop werden ze bij de WK in Klagenfurt in de zestiende finale uitgeschakeld door Maia en Brenha. Bij de zeven overige FIVB-toernooien eindigde het duo vijfmaal in de top tien; in Tenerife en Stavanger werden ze vierde en in Gstaad en Berlijn vijfde. Daarnaast namen ze in Brisbane deel aan de Goodwill Games, waar ze niet verder kwamen dan een dertiende plaats. In 2002 speelden Child en Heese negen internationale wedstrijden met acht toptienklasseringen als resultaat. Ze behaalden een tweede plaats (Montreal), een vierde plaats (Berlijn) en vier vijfde plaatsen (Gstaad, Espinho, Klagenfurt en Cádiz).
Het daaropvolgende jaar deden ze in aanloop naar de WK in Rio mee aan vijf toernooien in de World Tour met een vierde plaats in Rodos als beste resultaat. In Rio kwam het duo niet verder dan de groepsfase. In 2004 behaalden ze bij acht FIVB-toernooien slechts een toptienklassering; in Espinho werden ze vijfde. Bij de Olympische Spelen in Athene bereikten Child en Heese desalniettemin opnieuw de kwartfinale die ze verloren van de Spanjaarden Javier Bosma en Pablo Herrera. Daarnaast speelde Child met zowel Jodie Holden als Conrad Leinemann een wedstrijd in de World Tour. Het jaar daarop namen Child en Heese deel aan twee internationale toernooien, waaronder de WK in Berlijn. Daar moesten ze na het verlies tegen het Zweedse duo Björn Berg en Robert Svensson in de eerste ronde wegens een blessure opgeven. In 2006 speelde Child zijn laatste internationale wedstrijd met Djordje Ljubicic.

## Palmares
Kampioenschappen
- 1996:  OS
- 1997: 9e WK
- 1999: 9e WK
- 2000: 5e OS
- 2004: 5e OS

FIVB World Tour
- 1995:  Oostende Open
- 1995:  La Baule Open
- 1995:  Kaapstad Open

- 1996:  Rio de Janeiro Open
- 1996:  World Series Berlijn
- 1996:  Grand Slam Espinho
- 1996:  World Series Tenerife
- 1997:  Grand Slam Espinho
- 1998:  Oostende Open
- 1998:  Alanya Open
- 2000:  Toronto Open
- 2000:  Lignano Open
- 2002:  Montreal Open